# HMS Tribune (N76)
El HMS  Tribune (N-76) fue un submarino de la clase T o clase Triton de la Royal Navy. Dicha clase fue diseñada para reemplazar a las unidades de las clases O, P y R. Pertenecía al primer grupo de 15 unidades de dicha clase que se subdividida en tres, compuesta en total de 55 unidades.

## Construcción
Su quilla fue puesta en grada en los astilleros Scotts, en Greenock. el 3 de marzo de 1937, desde donde fue botado el 8 de diciembre de 1938. Tras la finalización de sus obras, fue entregado a la Royal Navy el 17 de octubre de 1939 como parte del primer grupo de submarinos clase T.

## Historial
El HMS Tribune comenzó sus tareas de guerra con operaciones en el mar del Norte y en la costa escandinava, donde realizó varias patrullas en las que atacó a un mercante y un submarino no identificados alemanes, al U-56, al buque tanque alemán Karibisches Meer y al mercante alemán Birkenfels, todos ellos, sin éxito.

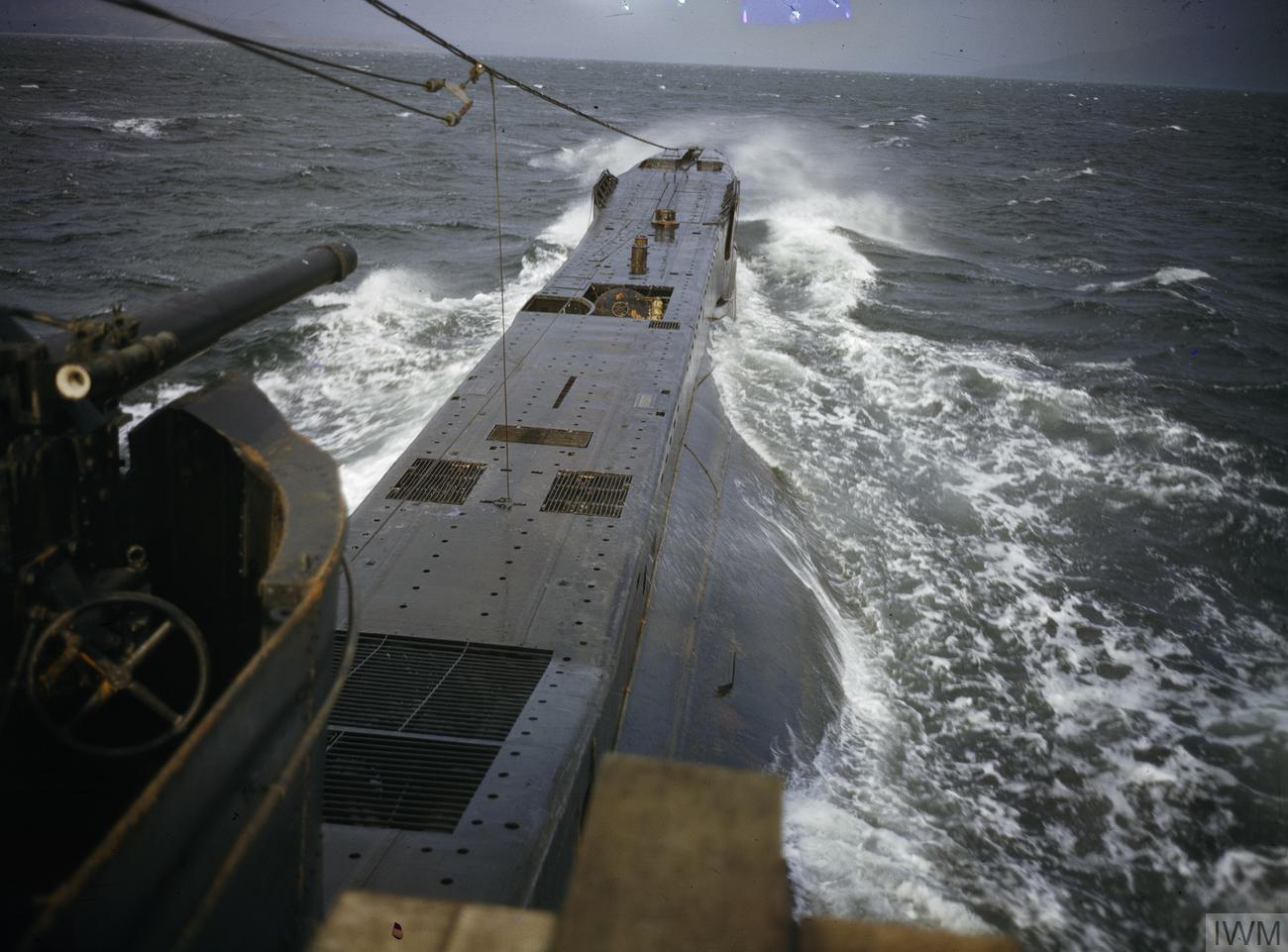
HMS Tribune sumergiéndose.

Tuvo algo más de suerte en el mar Mediterráneo, donde el 10 de enero de 1943 dañó al mercante francés Dalny de 6672 GRT a 15 millas de San Remo , el cual, encalló posteriormente en el Cabo Cervo, Cerdeña para evitar su hundimiento, y posteriormente, y varado, volvió a dañarlo al día siguiente. También torpedeó y dañó el 22 de marzo al Petrolero alemán de 9103 GRT Präsident Herrenschmidt a 10 millas al noroeste de Cabo Suvero, y atacó sin éxito lanzándole cuatro torpedos al mercante italiano Benevento de 5229 GRT a 50 millas al norte de Ustica , Italia el día 30 de marzo.

## Destino
El HMS Tribune sobrevivió a la guerra, y fue vendido para desguace en julio de 1947, sus obras de desguace, comenzaron en noviembre, por la compañía Ward, de Milford Haven.